# HD 27304
HD 27304，又名CP-62 334，SAO 248973、HR 1340，是一颗恒星，视星等为5.45，位于銀經273.94，銀緯-41.72，其B1900.0坐标为赤經4h 13m 29.3s，赤緯-62° -41.72′ 34″。